# Nerinides vexillatus
Nerinides vexillatus är en ringmaskart som beskrevs av Anne D. Hutchings och Rainer 1979. Nerinides vexillatus ingår i släktet Nerinides och familjen Spionidae. Inga underarter finns listade i Catalogue of Life.